# Aporum teres
Aporum teres é uma espécie de orquídea epífita de hábito pendente e flores pequenas, que habita a Tailândia, Borneu, Malásia e Sumatra.